# チケット・トゥ・ザ・ムーン
『チケット・トゥ・ザ・ムーン』（Ticket to the Moon）は、エレクトリック・ライト・オーケストラ（ELO）が1981年に発表した楽曲。作詞・作曲はジェフ・リン。1981年のスタジオ・アルバム『タイム』の4曲目に収録され、『ヒア・イズ・ザ・ニュース』とのダブルA面シングルとしてリリースされた。全英シングルチャート最高位は24位。過去数枚のシングルに比べストリングスが多用され、ELO初期を彷彿させる作品である。ストリングスはライナー・ピーチが指揮した。ミュージック・ビデオでは、かつてバンドに在籍し、この後ツアーにも参加するミク・カミンスキーがヴァイオリンを演奏した。
シングルは、デス・スターのような宇宙ステーションとELOを象徴する円盤型宇宙船が描かれた、ピクチャーディスク仕様もリリースされた。このイラストは、『タイム』からの最後のシングルカット曲、『タイム・トラベラー』のジャケットカバーアートにも採用された。
この曲名は、後に2007年のコンピレーション・アルバム『ベリー・ベスト・オブ・ELO vol.2』（Ticket to the Moon: The Very Best of Electric Light Orchestra Volume 2）のタイトルにも冠された。

## パーソネル
エレクトリック・ライト・オーケストラ
- ジェフ・リン — アコースティック・ギター、エレクトリック・ギター、リード・ボーカル、バッキング・ボーカル
- ベヴ・ベヴァン — ドラムス
- リチャード・タンディ（英語版） — ピアノ、シンセサイザー
- ケリー・グロウカット（英語版） — ベース、バッキング・ボーカル

その他のミュージシャン
- ライナー・ピーチ（ドイツ語版） — 編曲、指揮

## チャート
| 国           | チャート (1982年)                      | 最高位 |
| ------------ | -------------------------------------- | ------ |
| アイルランド | アイルランドシングルチャート           | 17     |
| イギリス     | 全英シングルチャート                   | 24     |
| ドイツ       | メディア・コントロールシングルチャート | 61     |
| フランス     | SNEPシングルチャート                   | 4      |